# Гайворонский район
Га́йворонский райо́н (укр. Гайворонський район) — упразднённая административная единица Кировоградской области Украины. Административный центр — город Гайворон.

## История
В 1923—1931 годах большая часть территории района входила в состав Хащеватского района, с центром в селе Хащеватое, первоначально входившего в состав Гайсинского округа Подольской губернии, а в 1925 году переданного в состав Первомайского округа Одесской губернии. В июне 1930 года Первомайский округ был расформирован и район вошёл в состав Уманского округа, однако уже в сентябре того же года все округа в Украинской ССР были ликвидированы и Хащеватский район перешёл в прямое подчинение руководству республики. В 1931 году район был упразднён, а его территория была присоединена к Грушковскому району.
Гайворонский район был выделен из состава Грушковского района в 1935 году и вошёл в состав Одесской области. В 1954 году район был передан в Кировоградскую область. В ходе административной реформы в Украинской ССР, в 1962 году район был упразднён, Гайворон получил статус города областного подчинения, а оставшаяся территория вошла в состав Ульяновского района, однако уже в 1965—1966 годах реформа была свёрнута и Гайворонский район был восстановлен. 5 февраля 1965 года в состав Гайворонского района были переданы Окинский и Червоненский сельские советы из Бершадского района Винницкой области
17 июля 2020 года в результате административно-территориальной реформы район вошёл в состав Голованевского района, на его территории были сформированы Гайворонская и Завальевская территориальные общины.

## Состав района
Район административно-территориально делился на 1 городской совет, 2 поселковых совета и 16 сельских советов. На момент упразднения в состав района входили 29 населённых пунктов:
- Гайворонский городской совет:
  - Гайворон
  - Садовое
- Завальевский поселковый совет:
  - Завалье
- Сальковский поселковый совет:
  - Сальково
- Бандуровский сельский совет:
  - Бандурово
- Берестяговский сельский совет:
  - Берестяги
- Долиновский сельский совет:
  - Долиновка
  - Переямполь
- Жакчицкий сельский совет:
  - Жакчик
- Казавчинский сельский совет:
  - Буговое
  - Казавчин
- Могильненский сельский совет:
  - Кленовое
  - Могильное
  - Ольховецкое
- Мощёнский сельский совет:
  - Мощёное
- Окнинский сельский совет:
  - Окнина
- Покровский сельский совет:
  - Покровское
- Солгутовский сельский совет:
  - Солгутово
- Соломиевский сельский совет:
  - Соломия
- Таужненский сельский совет:
  - Таужное
  - Тракт
  - Червоные Маяки
- Тополевский сельский совет:
  - Тополи
- Хащеватский сельский совет:
  - Прогресс
  - Хащеватое
- Чемерпольский сельский совет:
  - Берёзовка
  - Ташлык
  - Чемерполь
- Червоненский сельский совет:
  - Червоное